# Hengbanqiao
Hengbanqiao (kinesiska: 横板桥, 横板桥镇) är en köpinghuvudort i Kina. Den ligger i provinsen Hunan, i den södra delen av landet, omkring 240 kilometer sydväst om provinshuvudstaden Changsha. Antalet invånare är 45 001. Befolkningen består av 21 138 kvinnor och 23 863 män. Barn under 15 år utgör 22,0 %, vuxna 15-64 år 67 %, och äldre över 65 år 9,0 %.
Runt Hengbanqiao är det tätbefolkat, med 369 invånare per kvadratkilometer. Närmaste större samhälle är Xiyangjiang, 4,1 km nordväst om Hengbanqiao. I omgivningarna runt Hengbanqiao växer huvudsakligen savannskog.
Genomsnittlig årsnederbörd är 1 796 millimeter. Den regnigaste månaden är juni, med i genomsnitt 269 mm nederbörd, och den torraste är december, med 62 mm nederbörd.